# Lilija Podkopajeva
Lilija Aleksandrivna Podkopajeva (ukrajinsko Лілія Олександрівна Подкопаєва), ukrajinska telovadka, * 15. avgust 1978, Doneck.
Podkopajeva je ena uspešnejših telovadk vseh časov. V edinem nastopu na olimpijskih igrah je osvojila dve zlati in srebrno medaljo. Na svetovnih prvenstvih je osvojila dve zlati in tri srebrne medalje, na evropskih prvenstvih pa štiri zlate, eno srebrno in štiri bronaste medalje. 